# Carmen Posadas
Œuvres principales
Petites Infamies
Carmen Posadas, née le 13 août 1953 à Montevideo, en Uruguay, est une écrivaine espano-uruguayenne qui vit en Espagne.

## Biographie
Née en 1953  en Uruguay, à Montevideo sur la rive orientale du Rio de la Plata, elle voyage beaucoup dans sa jeunesse, son père étant un diplomate. Les affectations et missions paternelles conduisent sa famille de Moscou à Londres, en passant par Buenos Aires. Elle est installée en Espagne à partir de 1965, et adopte la nationalité espagnole.
Après une première partie de sa carrière de romancière dédiée dès 1980 aux ouvrages de littérature d'enfance et de jeunesse, qui lui valent le Prix du Ministère de la Culture pour El señor viento Norte en 1984, elle se tourne vers le roman et le roman policier.
Ses œuvres sont bien accueillies. Auteur de plusieurs essais, de scénarios pour le cinéma et la télévision et d’une pièce de théâtre, elle reçoit en 1998 le Prix Planeta, pour son roman Petites Infamies,,. En 2004, elle est également la lauréate du Prix Apeles Mestres de Literatura infantil.
Ses livres ont été traduits en 25 langues. En France, les traductions de ses œuvres, notamment par François Maspero, sont publiées aux éditions du Seuil. Son ton souvent drôle et cruel correspond aussi à une vision désenchantée des puissants.

## Œuvre

### Contes de littérature d'enfance et de jeunesse
- Una cesta entre los juncos (1980)
- El cazador y el pastor (1980)
- El chico de la túnica de colores (1980)
- Hacia una tierra desconocida (1980)
- El Niño de Belén (1980)
- El pastor que llegó a ser Rey (1980)
- El señor viento Norte (1983)
- Kiwi (1986)
- Hipo canta (1987) Publié en français sous le titre Hippo, traduit par Anne-Marie Chapouton, Paris, Flammarion, Castor poche no 5044, 1990
- María Celeste (1994)
- Liliana, bruja urbana (1995)
- Dorilda (2000)
- Dorilda y Pancho (2003)

### Recueils de contes
- Mi hermano Salvador y otras mentiras (1990) Publié en français sous le titre Mon frère Salvador et autres mensonges, traduit par Sophie Courgeon, Paris / Montréal, L'Harmattan, « L'Autre Amérique », 1996
- El mercader de sueños y otros relatos (1990)
- Nada es lo que parece (1997)
- Encuentro con Cousteau en el polo Sur (1999)
- Tú y yo tan raros como siempre (1999)
- El peinador de ideas (2002)
- Elemental, querido Freud (2005)

### Romans
- Una ventana en el ático (1993)
- Cinco moscas azules (1996) Publié en français sous le titre Cinq mouches bleues, traduit par Gabriel Iaculli, Paris, éditions du Seuil, 2001 ; réédition, Paris, Seuil, Points no 1002, 2002
- Pequeñas infamias (1998) Prix Planeta 1998 Publié en français sous le titre Petites Infamies, traduit par François Maspero, Paris, éditions du Seuil, 2000 ; réédition, Paris, Seuil, Points no 870, 2001
- La bella Otero (2001) Publié en français sous le titre La Dame de cœurs, traduit par Isabelle Gugnon, Paris, éditions du Seuil, 2007 ; réédition, Paris, Seuil, Points no 2040, 2008
- El buen sirviente (2003) Publié en français sous le titre Le Bon Serviteur, traduit par François Maspero, Paris, éditions du Seuil, 2005 ; réédition, Paris, Seuil, Points no 1431, 2006
- Juego de niños (2006)
- La cinta roja (2008) Publié en français sous le titre Le Ruban rouge, traduit par Isabelle Gugnon, Paris, éditions du Seuil, 2010 ; réédition, Paris, Seuil, Points no 2643, 2011
- Invitación a un asesinato (2010) Publié en français sous le titre Invitation à un assassinat, traduit par Isabelle Gugnon, Paris, éditions du Seuil, 2012 ; réédition, Paris, Seuil, Points no 3061, 2013
- El testigo invisible (2013) Publié en français sous le titre Le Témoin invisible, traduit par Isabelle Gugnon, Paris, éditions du Seuil, 2014

### Essais
- Yuppies, jet set, la movida y otras especies (1987)
- El síndrome de Rebeca: guía para conjurar fantasma (1988)
- Quién te ha visto y quién te ve (1991)
- Padres, padres (1993)
- Un veneno llamado amor (1999)
- Por el ojo de la cerradura (2001)
- La hernia de Viriato (2002), en collaboration
- A la sombra de Lilith (2004), en collaboration avec Sophie Courgeon
- Literatura, adulterio y Visa platino (2007)

### Autres publications
- El parque de papel (1984)
- Escena improbable (1986), entretiens en collaboration avec Lucrecia King-Hedinger

## Prix et récompenses
- Prix du Ministère de la Culture pour le meilleur livre pour enfants, 1984.
- Prix Planeta, 1998
- Prix Apelle Mestres de littérature pour enfants, 2004.
- Prix Envoyé Sovi Gastronomie en littérature, 2007.
- Prix Camilo José Cela journalisme, 2011.
- Prix de Culture de la Communauté de Madrid, 2008.
- Prix ABC Cultural (es), 2011.
- Prix Cartagena du roman historique, 2014.
- Prix Glauka 2014
- Prix Brazier, le roman gastronomique française Goncourt 2014